# Alan Bundy
Pour les articles homonymes, voir Bundy.
Alan Richard Bundy, né le 18 mai 1947, est professeur à l'École des sciences informatiques de l'Université d'Édimbourg, connu pour ses contributions au raisonnement automatisé, en particulier à la planification des preuves, l'utilisation du raisonnement au méta-niveau pour guider la recherche de preuves, ,,.

## Carrière et recherche
Depuis 1971, Bundy travaille à l'Université d'Édimbourg : d'abord dans l'unité "Métamathématiques", qui devient en 1972 le Department of Computational Logic, puis est intégré en 1974 dans le nouveau Département d'Intelligence Artificielle et en 1998 à la nouvelle École de l'informatique.
De 2000 à 2005, il a fondé et dirigé le UK Computing Research Committee, qui joue un rôle de défenseur de la recherche informatique au Royaume-Uni. Depuis 2010, il est vice-président et administrateur de la British Computer Society avec une responsabilité particulière pour l'Academy of Computing.